# Casa dos Bogdano-Mușat
A Casa dos Bogdanos (em romeno:  Bogdăneștilor), comumente referida como Casa dos Mușat (em romeno:  Mușatinilor), foi a família governante que estabeleceu o Principado da Moldávia com Bogdano I ( c. 1363–1367), dando ao país sua primeira linhagem de Príncipes, intimamente relacionada com os Bassarabe, governantes da Valáquia por vários casamentos ao longo do tempo. Os Mușatins têm o nome de Margareta Mușata que se casou com Costea, filho de Bogdano I. Por muito tempo pensou-se que Muşata era filha de Bogdano I e Costea era membro da Casa de Bassarabe que tinha o nome de Muşat, todas as especulações sem suporte de nenhum documento.
A palavra mușat, que dá nome à dinastia, significa bonito em romeno antigo.